# Estación de Armilla
Armilla es una estación terminal en superficie de la línea 1 del Metro de Granada. Se encuentra situada en el término municipal de Armilla, en el área metropolitana de la ciudad española de Granada.

## Situación
La estación de Armilla se encuentra integrada en una gran zona peatonal de la Avenida de Poniente, junto a la plaza del Ayuntamiento.  Junto a Sierra Nevada y Fernando de los Ríos es una de las tres estaciones de la red de Metro de Granada situadas en dicho municipio, siendo la más céntrica de todas ellas.
El municipio de Armilla se sitúa a 1 km de Granada, siendo uno de los cuatro que cubre el sistema.  La construcción de esta estación no estaba prevista desde el primer anteproyecto del Metropolitano de Granada en 1998, que preveía que la línea finalizara en Parque Tecnológico y no entrase en Armilla, aunque acuerdos posteriores con el Ayuntamiento desembocaron en un acuerdo para que la línea alcanzase el municipio.
En los inicios del proyecto la denominación original de la estación era "Poniente" debido al nombre de la avenida en la que se encuentra. Sin embargo, finalmente se inauguró bajo el nombre «Armilla», ya que es la estación principal que da servicio al centro del municipio.

## Características y servicios

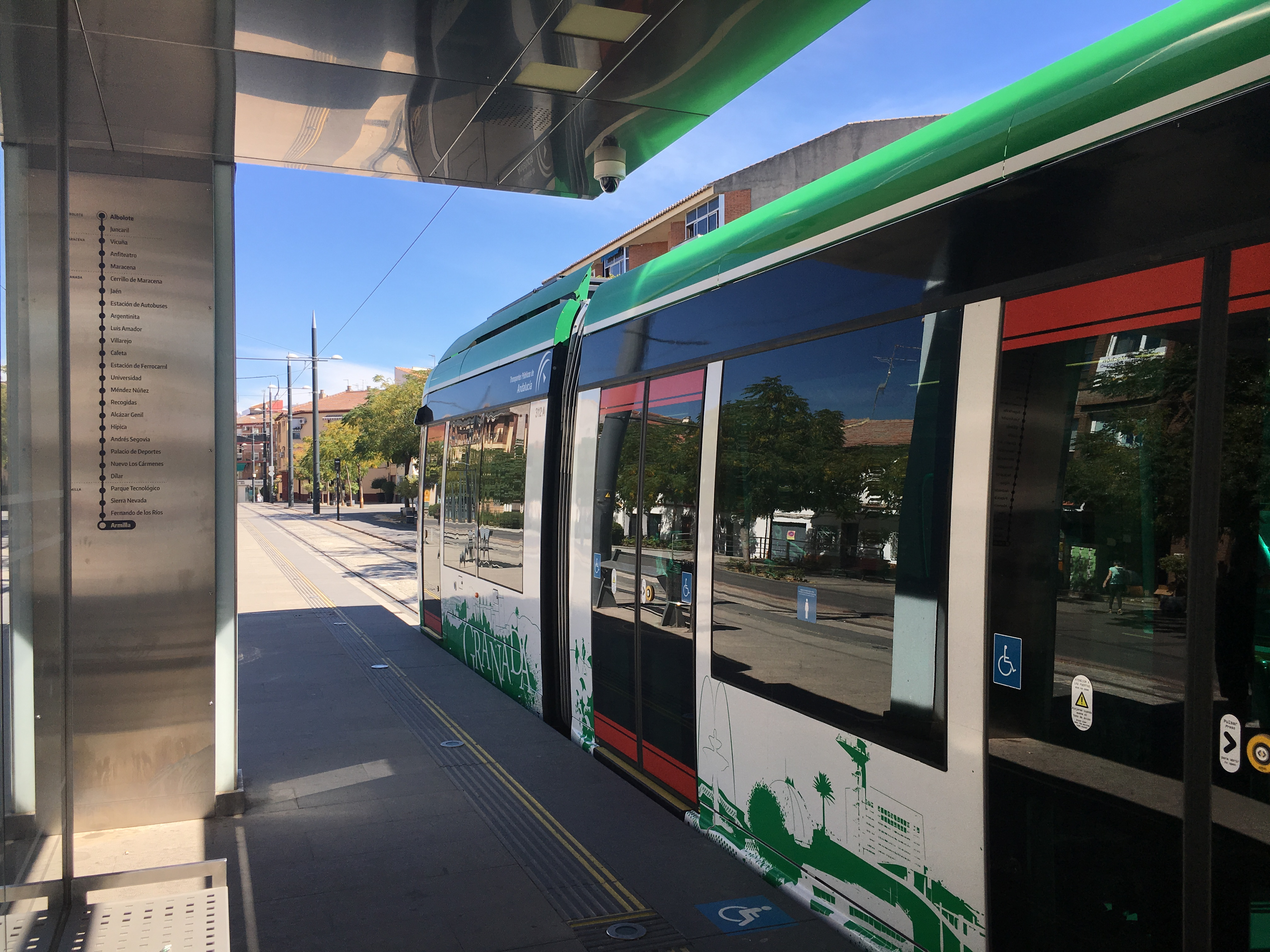
Andén y marquesina de la estación de Armilla.

Su configuración es de andén central, con dos vías terminales. La arquitectura de la estación se dispone en forma de marquesina, con un techo y elementos arquitectónicos y decorativos en acero y cristal. La estación es accesible a personas con movilidad reducida, tiene elementos arquitectónicos de accesibilidad a personas invidentes y máquinas automáticas para la compra de títulos de transporte. También dispone de paneles electrónicos de información al viajero y megafonía.
Al ser una estación terminal, hace las funciones de principio y fin de la Línea 1 del de metro. Su principal misión es la de servir al centro urbano de Armilla, así como al área residencial y comercial. La estación está ubicada en una de las principales vías de comunicación de la ciudad, cercana al ayuntamiento y a la mayoría de edificios públicos, comerciales y de ocio.
Se encuentra a pocos metros de la frontera con el municipio de Churriana de la Vega. Ante una eventual ampliación del Metro de Granada prevista en una segunda fase, la estación pasaría a ser pasante, haciendo de punto de conexión entre Armilla y este municipio.
Tras esta estación existe un tramo peatonal de 500 metros de vía única, el único de la línea, que discurre por el anterior trazado de la N-323. Debido a ello, Armilla ejerce las funciones de regulación para que puedan circular puntualmente los trenes en ambos sentidos.

## Intermodalidad
La estación se encuentra integrada en la Avenida de Poniente, la calle principal del centro de la ciudad. A poca metros se sitúa el punto de partida de la ciclovía Armilla-Gabias-Churriana. Además, en la misma avenida se encuentra una estación de anclaje del sistema público de alquiler de bicicletas del Ayuntamiento de Armilla.
La estación de Armilla es intermodal con los autobuses interurbanos del Consorcio de Transportes de Granada, ya que junto a ella se encuentra una parada a la que da servicio la línea 156, que conecta este municipio con Churriana de la Vega y Las Gabias.